# Салданья (станція метро)
38°44′6″ пн. ш. 9°8′42″ зх. д. / 38.73500° пн. ш. 9.14500° зх. д.
Салд́анья (порт. Saldanha) — станція Лісабонського метрополітену. Є однією з перших одинадцяти станцій метро у Лісабоні, в Португалії. Знаходиться у центральній частині міста. Розташована на Жовтій лінії (або Соняшника), між станціями «Пікоаш» і «Кампу-Пекену». Станція берегового типу, мілкого закладення. Введена в експлуатацію 29 грудня 1959 року. Розташована в першій зоні, вартість проїзду в межаї якої становить 0,75 євро. Назва станції походить від місцевості Лісабона та назви площі, під якою вона локалізована — площа Герцога Салданьї (порт. Praça Duque de Saldanha).

## Опис
За архітектурою станція є однією з найгарніших у Лісабонському метро. Архітектор оригінального проєкту — Falcão e Cunha, художні роботи виконала — Maria Keil (першопочатковий вигляд станції). Станція зазнала декількох реконструкцій. Спочатку у 1977 році в рамках архітектурного проєкту того ж таки Falcão e Cunha, а також Sanchez Jorge було збудовано додатковий вестибюль і подовжено платформи станції, які змогли приймати по 6 вагонів у кожному напрямку. Пізніше у 1996 році було перебудовано північний вестибюль (архітектор Paulo Brito da Silva). І нарешті, у 1997 році черга дійшла і до південного вестибюля — архітектурний проєкт того ж таки Paulo Brito da Silva. Станція має два вестибюлі підземного типу (у південній та північній частинах), що мають чотири виходи на поверхню.
В даний час північний вестибюль закритий для пасажирів, оскільки на станції йде будівництво переседочного вузла в рамках з'єднання з Червоною лінією, відкриття якого заплановане у 2009 році. На станції заставлено тактильне покриття. 

## Режим роботи[6]
Відправлення першого поїзду відбувається з кінцевих станцій лінії:
- ст. «Рату» — 06:30
- ст. «Одівелаш» — 06:30

Відправлення останнього поїзду відбувається з кінцевих станцій лінії:
- ст. «Рату» — 01:00
- ст. «Одівелаш» — 01:00

## Галерея зображень

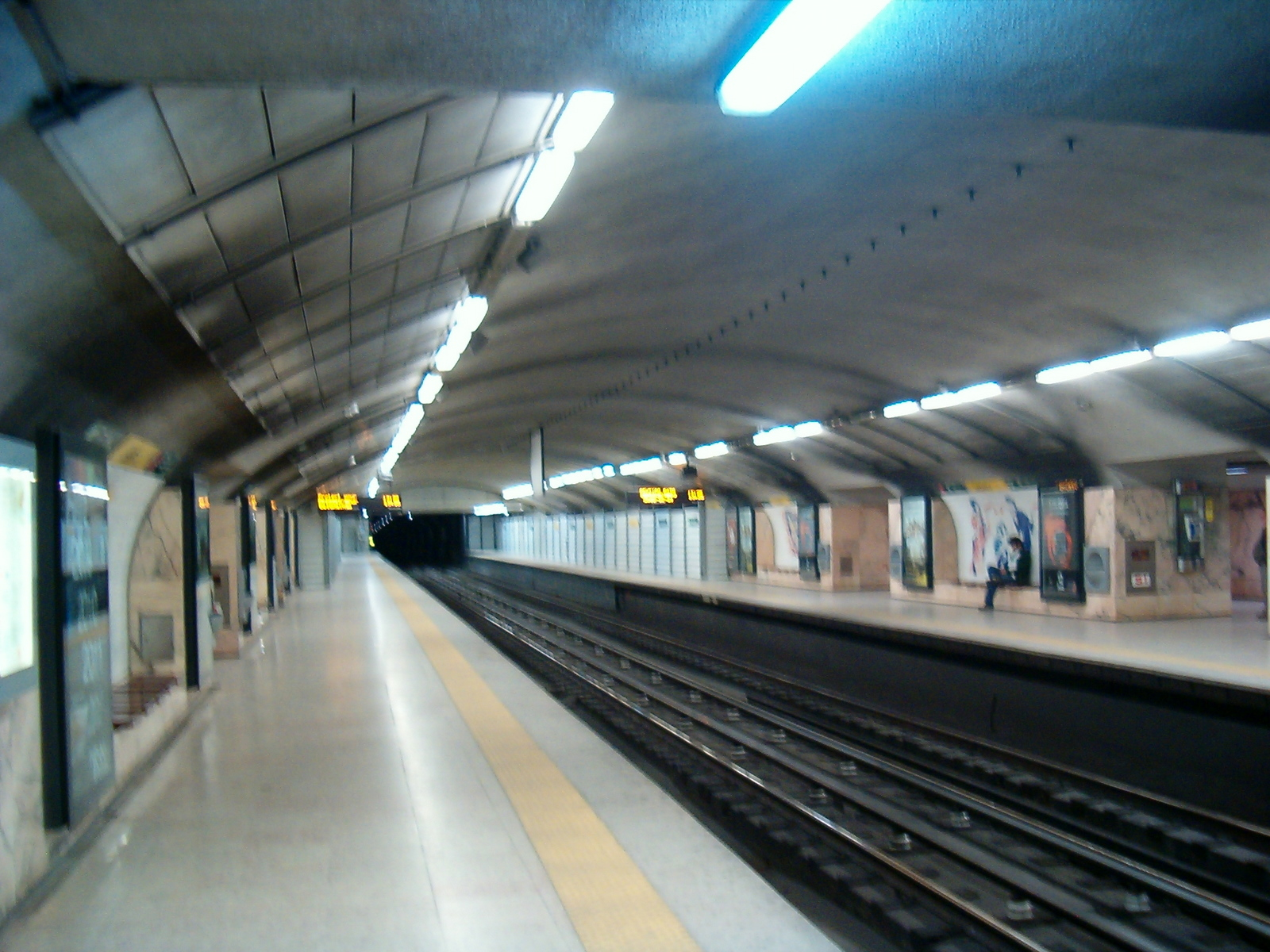
Головна зала станції
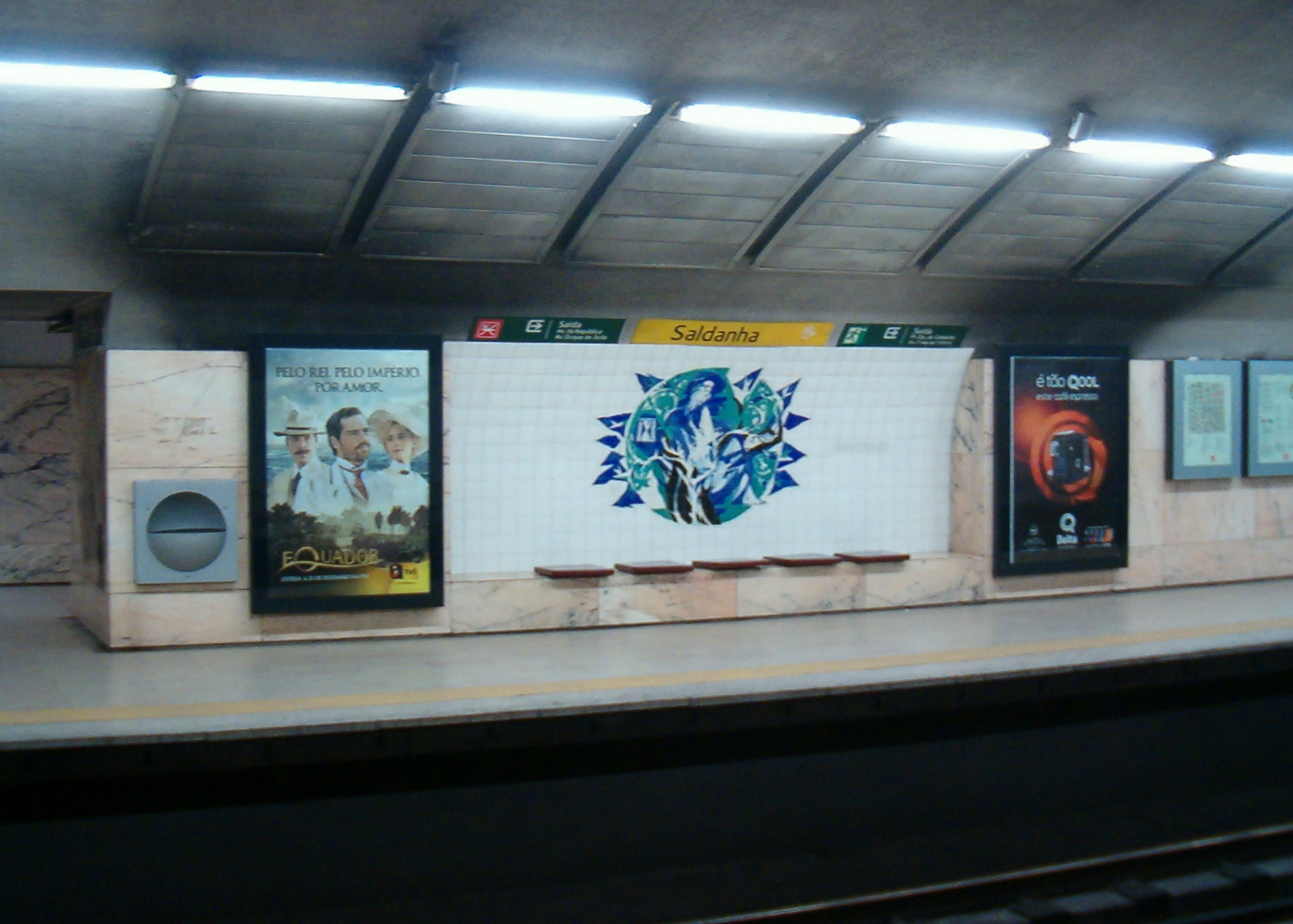
Декорація посадкової платформи
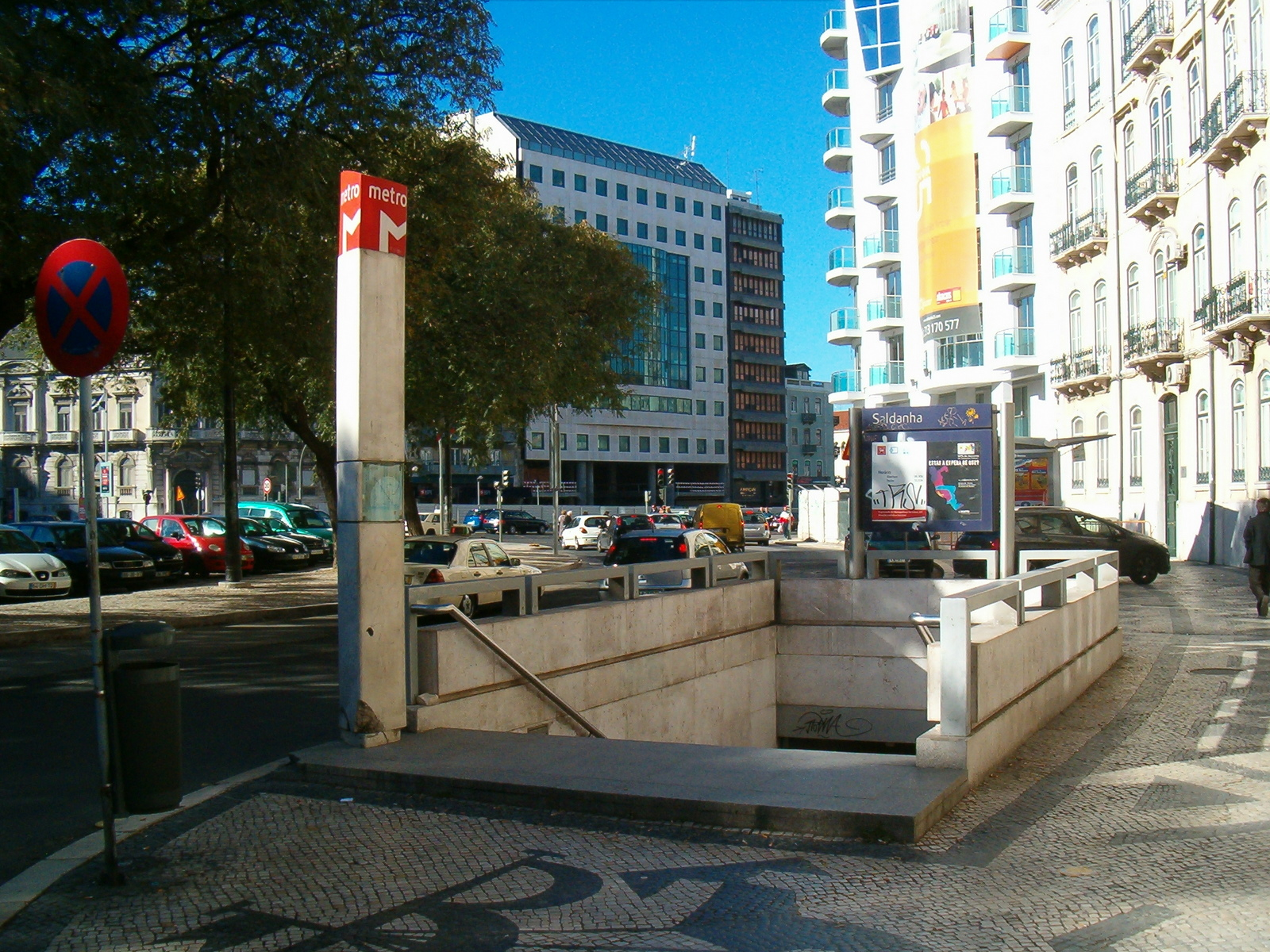
Вхід з вулиці
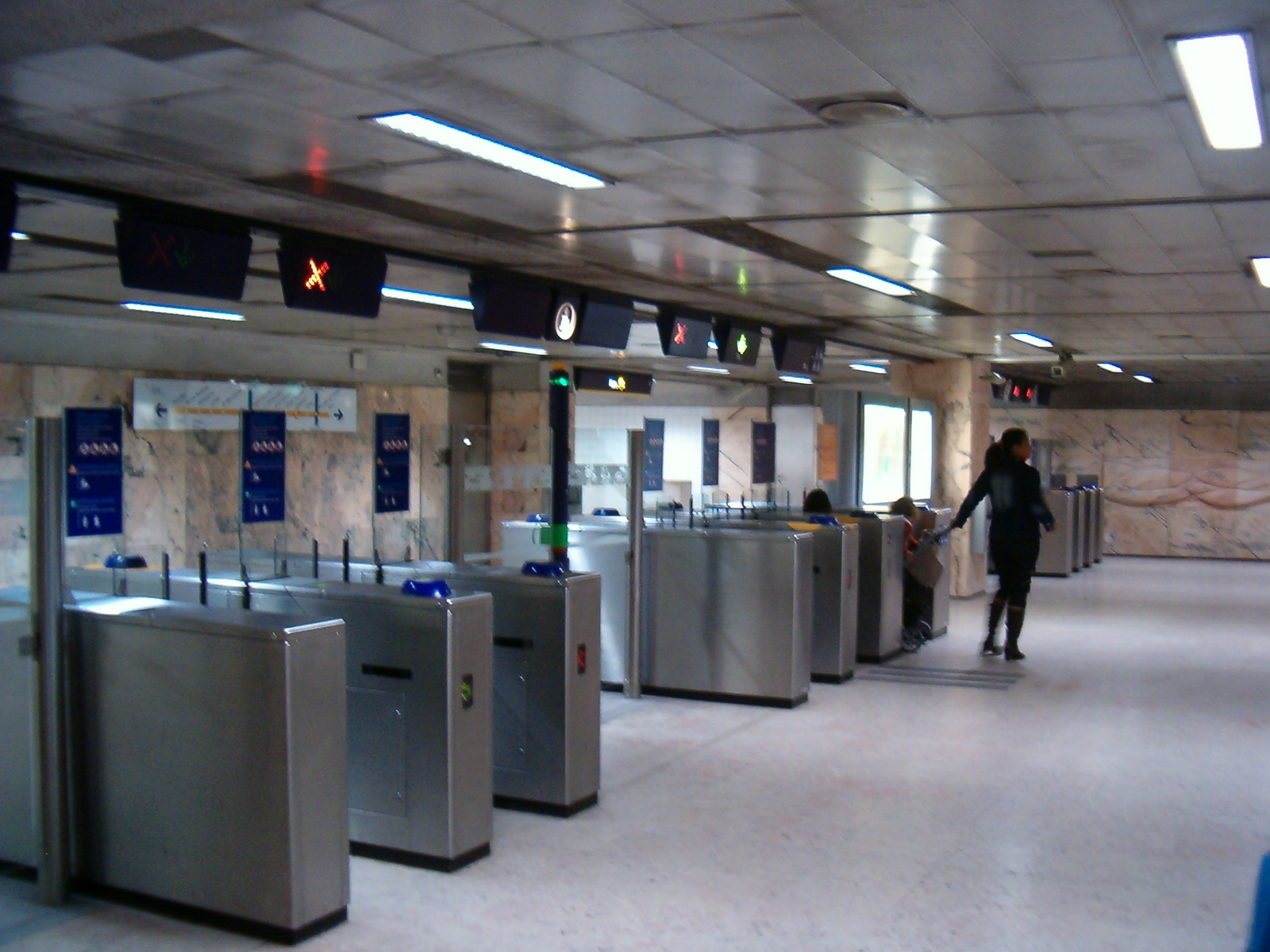
Пропускні турнікети у вестибюлі